# John Butler (cestista)
John Erik Butler jr. (Greenville, 4 dicembre 2002) è un cestista statunitense, professionista nella NBA.

## Carriera
Dopo aver trascorso una stagione con i Florida State Seminoles, nel 2022 si dichiara per il Draft NBA, non venendo scelto. Il 24 settembre viene firmato dai New Orleans Pelicans con un two-way contract, prima di essere tagliato il 10 ottobre seguente; il 20 ottobre viene tesserato con la stessa formula dai Portland Trail Blazers.

## Statistiche

### NCAA
| Anno      | Squadra             | PG | PT | MP   | TC%  | 3P%  | TL%  | RP  | AP  | PRP | SP  | PP  |
| --------- | ------------------- | -- | -- | ---- | ---- | ---- | ---- | --- | --- | --- | --- | --- |
| 2021-2022 | Fl. State Seminoles | 31 | 24 | 18,9 | 41,6 | 39,3 | 44,0 | 3,2 | 0,7 | 0,4 | 1,2 | 5,9 |

#### Massimi in carriera
- Massimo di punti: 16 vs Notre Dame (2 marzo 2022)[6]
- Massimo di rimbalzi: 8 vs Notre Dame (2 marzo 2022)
- Massimo di assist: 3 (2 volte)
- Massimo di palle rubate: 2 (3 volte)
- Massimo di stoppate: 4 vs Notre Dame (2 marzo 2022)
- Massimo di minuti giocati: 30 vs Clemson (2 febbraio 2022)

### NBA

#### Regular Season
| Anno      | Squadra             | PG | PT | MP   | TC%  | 3P%  | TL%  | RP  | AP  | PRP | SP  | PP  |
| --------- | ------------------- | -- | -- | ---- | ---- | ---- | ---- | --- | --- | --- | --- | --- |
| 2022-2023 | Portland T. Blazers | 19 | 1  | 11,6 | 32,1 | 22,9 | 75,0 | 0,9 | 0,6 | 0,4 | 0,5 | 2,4 |

#### Massimi in carriera
- Massimo di punti: 12 vs San Antonio Spurs (6 aprile 2023)[7]
- Massimo di rimbalzi: 5 vs Memphis Grizzlies (4 aprile 2023)
- Massimo di assist: 4 vs San Antonio Spurs (6 aprile 2023)
- Massimo di palle rubate: 2 (2 volte)
- Massimo di stoppate: 2 San Antonio Spurs (6 aprile 2023)
- Massimo di minuti giocati: 37 vs San Antonio Spurs (6 aprile 2023)